# Onciale 0126
- Papyrus
- Onciale
- Minuscules
- Lectionnaire

Le Codex 0126, porte le numéro de référence 0126 (Gregory-Aland), ε 36 (Soden), est un manuscrit de vélin du Nouveau Testament en écriture grecque onciale].

## Description
Le codex se compose de une folio. Il est écrit en deux colonnes, dont 24 lignes par colonne. Les dimensions du manuscrit sont 30 cm x 22 cm. Les experts datent ce manuscrit du VIIIe siècle). C'est un palimpseste, le supérieur texte est arabe. 
Contenu
Les est un manuscrit contenant le fragment du texte du Évangile selon Marc 5,34-6,2. 
Texte
Le texte du codex représenté type mixte. Kurt Aland ne l'a pas placé dans aucune Catégorie. 
Lieu de conservation
Il fut conservé à la Qubbat al-Khazna à Damas, en Syrie,.